# 루브나 아비다르
루브나 아비다르(아랍어: لبنى أبيضار, 영어: Loubna Abidar, 1985년 9월 20일 ~ )는 모로코의 배우이다.

## 출연 작품
- 무릎 꿇어 너희 다 - 엄마 역